# Aceraius kinabalensis
Aceraius kinabalensis là một loài bọ cánh cứng trong họ Passalidae. Loài này được Kon & Johki miêu tả khoa học năm 1989.